# Limfatička filarijaza
Limfatička filarijaza također poznata kao elefantijaza uzrokovana je parazitskim crvom iz roda Filarioidea. Velik broj slučajeva ove bolesti prezentira se bez simptoma. Neki ipak razviju velike otekline ruku, nogu ili spolnih organa. Moguća je i pojava zadebljanja kože i boli.  Promjene tijela mogu dovesti do socijalnih i ekonomskih problema u osoba zahvaćenih ovom bolesti.

## Uzrok i dijagnoza
Parazit se prenosi ubodom zaraženog komarca. Infekcija se najčešće javlja u dječjoj dobi. Postoje tri vrste parazita koji mogu uzrokovati ovu bolest: Wuchereria bancrofti, Brugia malayi, te Brugia timori. Wuchereria bancrofti je najčešći uzročnik. Ovi paraziti oštećuju limfni sustav. Bolest se dijagnosticira mikroskopiranjem krvi prikupljene noću. Uzorak krvi treba biti u obliku debelog razmaza te obojan po Giemsi. Moguće je i testirati krv na prisutnost protutijela.

## Prevencija i liječenje
Prevencija se provodi na temelju godišnjeg liječenja cijelih grupa ljudi u kojima se bolest javlja s ciljem potpunog iskorijenjavanja bolesti. Za to je potrebno oko šest godina. Za liječenje elefantijaze koriste se albendazol u kombinaciji s ivermektinom ili albendazol s dietilkarbamazinom. Ovi lijekovi ne ubijaju odrasle crve, ali sprečavaju daljnje širenje bolesti dok odrasle jedinke ne dostignu kraj svog života. Preporučuju se i napori u smjeru prevencije uboda komaraca uključujući smanjenje broja komaraca, te upotrebu mreža za krevete.

## Epidemiologija
Više od 120 milijuna ljudi zaraženo je limfatičkom filarijazom. Oko 1,4 milijarde ljudi u 73 zemlje pod rizikom je od zaraze. Bolest je najčešća u područjima Afrike i Azije. Bolest dovodi do ekonomskih gubitaka u svotama od više milijardi dolara godišnje.